# Raza Jaffrey
Raza Jaffrey (Liverpool, 28 maggio 1973) è un attore britannico.

## Biografia
Raza Jaffrey è nato a Liverpool da padre indiano e madre britannica. Dopo gli studi al Dulwich College si è laureato in letteratura inglese e teatro all'Università di Manchester e poi ha studiato recitazione al Bistol Old Vic.
Attivo in campo teatrale, televisivo e cinematografico, è noto soprattutto per i ruoli principali di Zafar in Spooks, Hari in Amanti, Dev in Smash, Neal in Code Black e Francesco I di Guisa in The Serpent Queen. In campo teatrale ha recitato in diverse opere shakespeariane e ha interpretato ruoli da protagonista nei musical Mamma Mia! e Chicago nel West End londinese.
È stato sposato con Miranda Raison, sua collega in Spooks, dal 2007 al 2009. Dopo il divorzio si è risposato con Lara Pulver nel 2014 e la coppia ha avuto due figli.

## Filmografia parziale

### Cinema
- La promessa dell'assassino (Eastern Promises), regia di David Cronenberg (2007)
- Harry Brown, regia di Michael Caine (2009)
- Sex and the City 2, regia di Michael Patrick King (2010)
- The Rendezvous - Profezia mortale (The Rendezvous), regia di Amin Matalqa (2016)
- The Rhythm Section, regia di Reed Morano (2020)
- Sweet Girl, regia di Brian Andrew Mendoza (2021)

### Televisione
- Strategia del terrore (Dirty War), regia di Daniel Percival – film TV (2004)
- Casualty – serie TV, episodio 16x37 (2002)
- Spooks – serie TV, 23 episodi (2004-2007)
- Amanti (Mistresses) – serie TV, 12 episodi (2008-2009)
- The Cape – serie TV, episodio 1x02 (2011)
- Smash – serie TV, 15 episodi (2012)
- Delitti in Paradiso (Death in Paradise) – serie TV, episodio 3x04 (2014)
- C'era una volta nel Paese delle Meraviglie (Once Upon a Time in Wonderland) – serie TV, 3 episodi (2014)
- Law & Order - Unità vittime speciali (Law & Order: Special Victims Unit) – serie TV, episodio 15x24 (2014)
- Elementary – serie TV, 4 episodi (2014-2015)
- Homeland - Caccia alla spia (Homeland) – serie TV, 7 episodi (2014)
- Code Black – serie TV, 18 episodi (2015-2016)
- Lost in Space – serie TV, 15 episodi (2018-2021)
- Caccia alla spia - The Enemy Within (The Enemy Within) – serie TV, 13 episodi (2019)
- The Serpent Queen – serie TV, 13 episodi (2022-2024)

### Doppiaggio
- Adventure Time – serie TV, episodio 10x6 (2017)

## Doppiatori italiani
Nelle versioni in italiano delle opere in cui ha recitato, Raza Jaffrey è stato doppiato da:
- Fabrizio Vidale in Caccia alla spia - The Enemy Within, Sweet Girl
- Daniele Giuliani in Elementary
- Fabio Boccanera in Spooks
- Guido Di Naccio in Lost in Space
- Federico Di Pofi in The Serpent Queen